# The Dark Knight (trilha sonora)
The Dark Knight: Original Motion Picture Soundtrack é a trilha sonora para o filme do mesmo nome dirigido por Christopher Nolan. A trilha foi composta pelos mesmos compositores de Batman Begins: Hans Zimmer e James Newton Howard.
A trilha ganhou o Grammy Award de Melhor Álbum de Trilha Sonora para Filme, Televisão ou Outra Mídia Visual.
Zimmer disse que o tema principal do Batman foi introduzido ao final de Batman Begins para que ele fosse utilizado na sequência a medida que a personagem evolui. Zimmer e Howard concordaram que criar um tema heroico iria ignorar a complexidade e a personagem sombria do Batman, tanto que o tema pode ser ouvido apenas duas vezes no filme, logo no início.
A suíte de 9 minutos para o Coringa, "Why So Serious?", é baseada ao redor de duas notas. Zimmer comparou o estilo da música com a banda Kraftwerk, da sua natal Alemanha. Quando Ledger morreu, Zimmer pensou em jogar fora tudo que já havia feito e começar do zero, porém decidiu não o fazer pois estaria emocionalmente comprometido. Howard compôs os temas "bonitos e elegantes" de Harvey Dent, para dar uma áura de contraste.

## Faixas
Disco 1
1. "Why So Serious?" (9:14)
2. "I'm Not a Hero" (6:34)
3. "Harvey Two-Face" (6:16)
4. "Agressive Expantion" (4:35)
5. "Always a Catch" (1:39)
6. "Blood on My Hands" (2:16)
7. "A Little Push" (2:42)
8. "Like a Dog Chasing Cars" (5:02)
9. "I Am the Batman" (1:59)
10. "And I Thought My Jokes Were Bad" (2:28)
11. "Agent of Chaos" (6:55)
12. "Intoduce a Little Anarchy" (3:42)
13. "Watch the World Burn" (3:47)
14. "A Dark Knight" (16:14)

Disco 2 (Edição Especial)
1. "Bank Robbery (Prologue)" (5:24)
2. "Buyer Beware" (2:56)
3. "Halfway to Hong Kong" (3:43)
4. "Decent Men in an Indecent Time" (2:51)
5. "You're Gonna Love Me" (4:51)
6. "Chance" (3:34)
7. "You Complete Me" (4:51)
8. "The Ferries" (9:57)
9. "We Are Tonight's Entertainment" (5:38)
10. "A Watchful Guardian" (6:45)
11. "Why So Serious? (The Crystal Method Remix)" (5:30)
12. "Poor Choice of Words (Paul van Dyk Remix)" (6:15)
13. "Gunpowder and Gasoline (Mel Wesson Remix)" (4:34)
14. "Rory's First Kiss (Ryeland Allison Remix)" (6:04)